# 함양 팔령산성
함양 팔령산성(咸陽 八嶺山城)은 대한민국 경상남도 함양군과 전라남도 남원시의 경계지점인 팔령치에 있는 성산의 9부능선을 따라 쌓은 산성이다. 1997년 12월 31일 경상남도의 기념물 제172호로 지정되었다.

## 개요
경상남도 함양군과 전라남도 남원시의 경계지점인 팔령치에 있는 성산의 9부능선을 따라 쌓은 산성이다. 『신증동국여지승람』에 기록된 내용으로 보아 신라시대에 쌓은 성으로 추정한다.
현재 성벽은 거의 무너져 있으나 서북쪽 성벽은 비교적 잘 남아 있다. 직사각형으로 다듬은 자연석과 깬돌을 이용하여 쌓았는데, 성 둘레는 약 500m, 양호한 곳의 높이는 약 3m 정도이다. 서쪽 문터는 성 밖으로 작은 성처럼 쌓아 올려 후대에 고쳐 쌓았음을 나타내고 있다.
이 산성은 고려말과 임진왜란 때 왜병이 함양의 사근산성을 함락시키고 운봉으로 진격하는 것을 이곳에서 참패시켰다고 전하는 전략적 요충지였다.

## 현지 안내문
함양군과 남원군의 경계를 이루는 팔령치에 위치한 이 성은 산 정상 부분에 있는 골짜기를 안고 쌓은 포곡식 산성이다. 신증동국여지승람에 따르면 이 산성은 신라시대에 쌓은 것이라고 한다.
이곳은 지리산의 줄기인 덕유산과 백운산이 연결된 곳으로, 지리상 방어의 요충지이다. 특히 산이 높고 숲이 울창해 적이 쉽게 접근하기 어려웠다. 실제로 고려 말에 왜구들이 함양의 사근산성을 함락시키고 전라도 운봉으로 진격하는 것을 조선 태조 이성계가 이곳의 산세를 이용해 물리쳤다고 한다.
이 산성의 성벽의 길이는 약 500m 정도였다고 한다. 지금은 서북쪽 성벽 300m만이 비교적 온전하게 남아 있고, 나머지는 모두 무너져 버렸다. 성벽은 자연석과 다듬은 돌을 함께 사용해 벽돌 쌓듯이 쌓아 올렸다. 성의 서쪽에는 성 밖에서 안쪽으로 오목하게 쌓아올린 성문의 흔적이 있다.

## 참고 자료
- 함양 팔령산성 - 국가유산청 국가유산포털